# Alexis Aron
Pour les articles homonymes, voir Aron.
Alexis Aron, né le 24 janvier 1879 à Nîmes et mort le 29 juillet 1973 à Neuilly-sur-Seine est un polytechnicien, ingénieur du corps des mines et chef d'entreprise français, principalement dans la sidérurgie. Il dirige différentes entreprises dans les années 1920 et 1930.
Poursuivi pendant la Seconde Guerre mondiale parce qu'il est juif, il vit clandestinement et rédige des plans d'avenir de la sidérurgie. À la Libération, il participe à la réorganisation de la sidérurgie française, mais ses projets de fermeture d'usines lui valent l'hostilité des chefs d'entreprise du secteur. Il soutient ensuite la création de la CECA.

## Biographie

### Ingénieur des mines
Troisième et dernier enfant, Alexis Aron naît le 24 janvier 1879 à Nîmes. Il est le fils du rabbin Michel Aron et d’Eugénie Rothschild. La famille est originaire de Phalsbourg et Michel Aron opte pour la nationalité française en 1872. D'abord rabbin à Nîmes, il devient en 1883 rabbin à Lunéville. La famille est à la fois pieuse et libérale. 
Alexis Aron entre à l'École Polytechnique en 1897 et en sort classé quatrième. Il intègre ensuite l'École des mines de Paris, dont il sort premier,. Malgré l'antisémitisme qui se développe avec l'affaire Dreyfus, les juifs ne semblent pas être discriminés dans l'accès à l'École Polytechnique ou au corps des mines.
Le premier poste d'Alexis Aron est au Service minéralogique de Chalon-sur-Saône, de 1903 à 1909. Il se marie en 1910 avec Marguerite Forest. Le couple aura trois enfants. Il passe ensuite dans le secteur privé, comme directeur de l'Énergie électrique du littoral méditerranéen de 1910 à 1914,.
Pendant la Première Guerre mondiale, il est capitaine d'artillerie puis chef d'escadron à l'École centrale de pyrotechnie de Bourges. Il est fait chevalier de la Légion d'honneur le 10 juillet 1917. En 1918-1919, il préside la commission interalliée de répartition des combustibles dans les territoires rhénans,.

### Patron sidérurgiste
Alexis Aron dirige l'Office des houillères sinistrées du Nord-Pas-de-Calais de 1919 à 1922,,. Il retourne ensuite dans une entreprise privée, comme codirecteur (1922-1934) puis seul directeur (1934-1940) des Forges et aciéries du Nord et de l'Est,,. Confier la direction à un ingénieur des mines comme Alexis Aron est alors habituel dans ces grandes sociétés anonymes sidérurgiques,. Selon l'historienne Odette Hardy-Hémery, Alexis Aron est à cette époque « un patron éminemment estimé des cadres supérieurs ».
Alexis Aron dirige également d'autres sociétés sidérurgiques et joue un rôle croissant dans les instances patronales de la profession, présidant différentes Chambres syndicales. En 1937, il entre au Comité des forges,. Il est promu officier de la Légion d'honneur en 1934 et entre en 1939 au Comité central de l’Alliance israélite universelle.

### Un juif poursuivi qui prévoit l'avenir
Victime des lois antisémites de Vichy, Alexis Aron doit démissionner de son poste en décembre 1940,,. Arrêté en décembre 1941 lors de la rafle dite « des polytechniciens », il est interné à Compiègne. Il est libéré grâce à l'intervention de Jules Aubrun, qui préside le Comité d’organisation de la sidérurgie (Corsid). Il se réfugie en zone Sud avec sa femme et ses enfants. Ils vivent clandestinement dans les Alpes, d'abord à Grenoble puis en Savoie, jusqu’en 1944.
En juin 1943, il rédige un rapport sur l'avenir de la sidérurgie, « Pour une organisation mondiale de la sidérurgie », dans lequel il propose un futur cartel mondial de l'acier. En 1944, il propose un plan de restructuration de la sidérurgie française, intitulé « Étude d'un plan de réorganisation de la sidérurgie française ». Alexis Aron imagine une paix future qui sera fondée sur une forme de réconciliation plus que sur une revanche :      

« En dehors du châtiment implacable à infliger aux responsables du cataclysme actuel, et de l’expiation de tous les crimes accomplis, le futur règlement de la Paix peut s’inspirer de deux tendances ; imposer aux nations vaincues les conditions d’une extrême rigueur, destinées à les placer, pour un long avenir, dans l’impossibilité de déchaîner de nouveaux conflits ; envisager au contraire un traité de conciliation, en évitant de répandre parmi les populations des germes trop certains de redoutables réactions. La présente étude suppose exclusivement l’hypothèse de l’adoption de cette deuxième formule. »

Dans ses projets, la production d'acier est soumise à un contrôle international,, en se fondant sur l’expérience de l’Entente Internationale de l’Acier. Il défend l'idée, alors très neuve, de l'interdépendance des pays d'Europe en matière de production d'acier. Ses contacts avec les sidérurgistes lui permettent de faire circuler ses textes pour diffuser ses projets, qui recoupent partiellement ceux développés à la même époque par Jean Monnet.

### Tentatives de réorganisation
En conséquence, Robert Lacoste, ministre de la production industrielle, le nomme en 1944 commissaire provisoire du Comité d'organisation de la sidérurgie, où siègent des anciens du Comité des forges (dissous en 1940) et des représentants du ministère de l'Industrie. Le plan d'Alexis Aron devient la base des discussions sur la modernisation de la sidérurgie française. Les restructurations profondes qu'il propose servent aussi d'argumentaire pour écarter les projets de nationalisations de ce secteur.
En décembre 1944, les chefs des entreprises sidérurgiques constituent la Chambre syndicale de la sidérurgie française, pour remplacer l'ancien Comité des forges. En 1945, les comités d'organisation sont remplacés par des offices professionnels et Alexis Aron est nommé président de l'Office professionnel de la sidérurgie. Comme tel, il siège également à l'Irsid, l'Institut de la recherche sidérurgique. Il occupe en quelque sorte une fonction d’interface entre le ministère de la production industrielle et les sidérurgistes, ses anciens pairs.
Alexis Aron propose le regroupement des toutes les entreprises françaises de sidérurgie dans trois grandes sociétés. Ses projets de restructuration — il projette également de fermer des usines vétustes, contre l'avis de leurs propriétaires —soulèvent l'hostilité des maîtres de forges de la Chambre syndicale de la sidérurgie française et ne sont pas appliqués, malgré le soutien de Roger Martin, directeur de la sidérurgie au ministère de l'Industrie. Roger Martin affirme plus tard que cet échec est aussi dû au renoncement d'Alexis Aron, qui n'ose pas défendre son projet devant ses pairs sidérurgistes lorrains.
Alexis Aron propose aussi de créer une société par actions commune à toutes les entreprises sidérurgiques et à Renault pour construire et gérer deux trains à bandes pour fabriquer de l'acier et des tôles,. Devant le refus notamment de François de Wendel, pour qui « C’est à se demander si le directeur de l’Office professionnel de la sidérurgie [Alexis Aron] [...] est un fourbe, un brouillon ou un fou, ou s’il n’essaie pas tout simplement de sauver la situation en se joignant aux chacals qui rêvent de dépecer la vieille Maison. », le projet est finalement abandonné,.

### Soutien de Jean Monnet
En 1946, le ministre de la production industrielle Marcel Paul supprime les offices professionnels. La même année, Alexis Aron est membre de la commission de modernisation de la sidérurgie du plan Monnet, dont il est un partisan affirmé. Il est promu commandeur de la Légion d'honneur en 1948.
En 1950, Alexis Aron fait partie des quelques hommes consultés par Étienne Hirsch et Jean Monnet lors de l'élaboration de la déclaration Schuman. Il l'approuve,,, contre l'avis de la Chambre syndicale de la sidérurgie française et participe ensuite à la mise en place de la Communauté européenne du charbon et de l'acier.
Tenu à l'écart par les responsables des entreprises sidérurgiques, il termine sa carrière à un poste peu stratégique, comme président de l'Office technique d'utilisation de l'acier, organisme de promotion des produits sidérurgiques. Il est également conseiller technique à la Chambre syndicale de la sidérurgie. Alexis Aron meurt le 29 juillet 1973 à Neuilly-sur-Seine.

## Distinctions
Commandeur de la Légion d'honneur le 9 août 1948.
 Officier de la Légion d'honneur le 21 juillet 1934.
 Chevalier de la Légion d'honneur le 12 juillet 1917.

### Notices biographiques
- Françoise Berger, « Alexis Aron, ingénieur sidérurgiste », Archives juives, vol. 44, no 1,‎ 2011, p. 136-139 (ISSN 0003-9837 et 1965-0531, DOI 10.3917/aj.441.0136, lire en ligne, consulté le 26 décembre 2022).
- Philippe Mioche, « Alexis Aron », dans Jean-Claude Daumas (dir.), Dictionnaire historique des patrons français, Paris, Flammarion, 2010, 1615 p. (ISBN 9782081228344, lire en ligne), p. 34-36.
- Nécrologie dans les Annales des mines :